# Renga
Das Renga (jap. 連歌) ist die im Mittelalter entstandene Form des japanischen Kettengedichts, das nicht von einem einzelnen Dichter stammt, sondern bei dem sich mehrere Künstler abwechseln.
Es besteht aus der Aneinanderreihung von Tanka – japanischen Kurzgedichten (Uta) und ist im japanischen Mittelalter entstanden. Tanka wurden zu lyrischen Formen mit bis zu 100 Strophen verbunden, hierbei beträgt der Oberstollen (hokku) 5:7:5 Silben und der Unterstollen (matsuku) 7:7 Silben. Aus dem hokku entwickelte sich das Haiku.